# Laosobrium minusculum
Laosobrium minusculum là một loài bọ cánh cứng trong họ Cerambycidae.